# Avon Championships of California 1981
Avon Championships of California 1981, також відомий під назвою Avon Championships of Oakland,  — жіночий тенісний турнір, що проходив на закритих кортах з килимовим покриттям Окленд Колізіум в Окленді (США). Належав до Avon Championships Circuit 1981. Турнір відбувся вдесяте і тривав з 9 до 15 лютого 1981 року. Друга сіяна Андреа Джегер здобула титул в одиночному розряді й отримала за це 24 тис. доларів США.

## Фінальна частина

### Одиночний розряд
Андреа Джегер —  Вірджинія Вейд 6–3, 6–1
- Для Джегер це був 2-й титул в одиночному розряді за рік і 6-й — за кар'єру.

### Парний розряд
Розмарі Касалс /  Венді Тернбулл —  Мартіна Навратілова /  Вірджинія Вейд 6–1, 6–4

## Розподіл призових грошей
| Дисципліна       | П       | F       | ПФ     | ЧФ     | 1/8    | 1/16 | Попер. коло |
| Одиночний розряд | $24,000 | $12,000 | $6,000 | $3,000 | $1,600 | $900 | $500        |